# Acrida acuminata
Acrida acuminata är en insektsart som beskrevs av Carl Stål 1873. Acrida acuminata ingår i släktet Acrida och familjen gräshoppor. Inga underarter finns listade i Catalogue of Life.